# Словосъчетание
Словосъчетанието е съединение на най-малко 2 самостойни, пълнозначни думи, които образуват смислово и граматично единство.
Изразява понятие или отношение между понятия, служи като средство за назоваване на явления от действителността. Разликата между изречение и словосъчетание се състои в това, че изречението е основно, граматично и интонационно завършена единица на речта, а словосъчетанието е част от изречението, негов строителен материал.

## Видове
Словосъчетанията се разделят на устойчиви и свободни.
- Устойчиви словосъчетания - изучават се от лексикологията.

Свободните словосъчетания се разделят на две групи - съчинителни и подчинителни. 